# Jaskinia Gdzie Wpadł Grotołaz

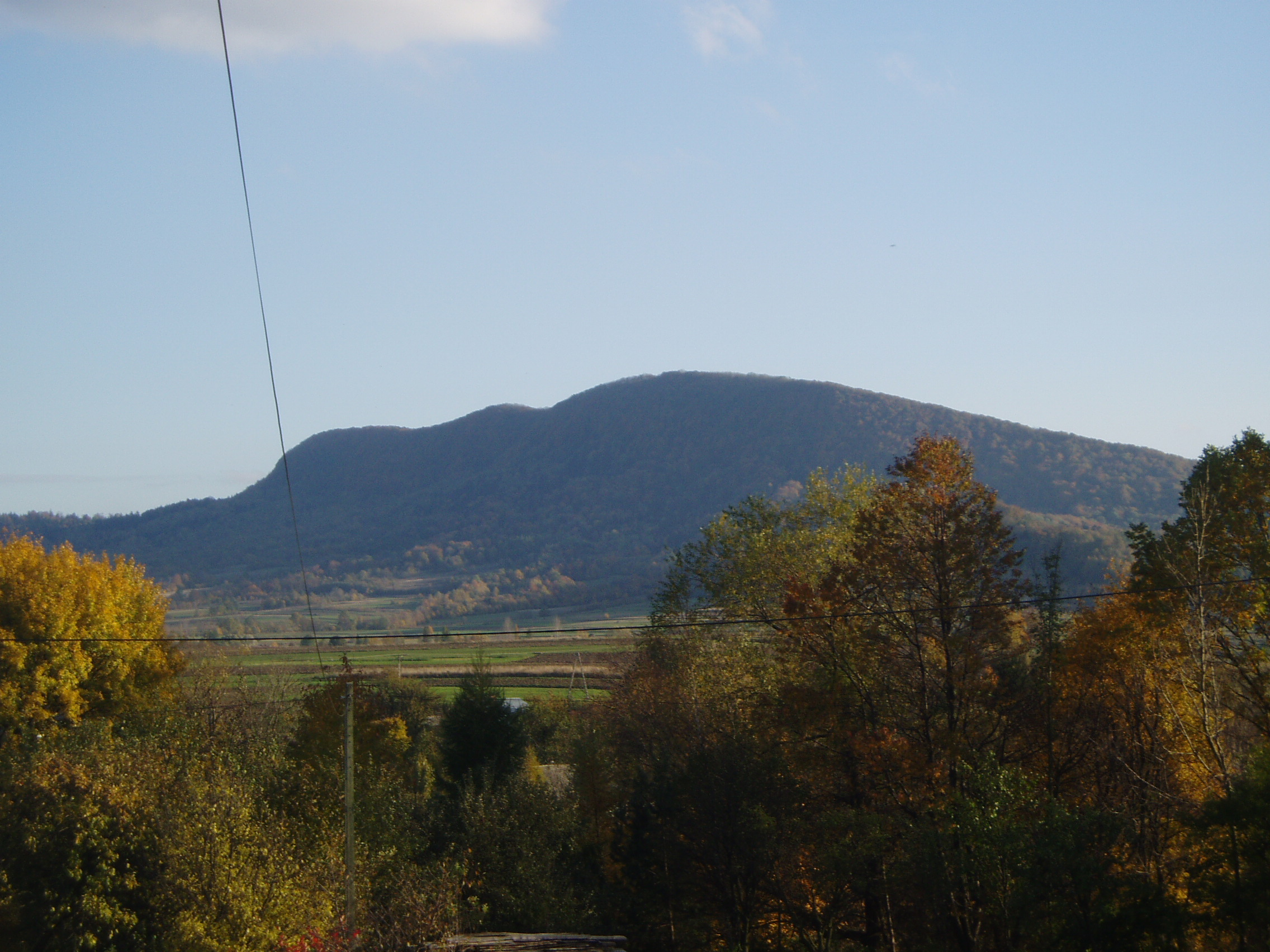
Widok na Cergową

Jaskinia Gdzie Wpadł Grotołaz – jaskinia w Beskidzie Niskim. Wejście do niej znajduje się na południowo-zachodnim zboczu niższego wierzchołka Cergowej, na wysokości 605 m n.p.m. Długość jaskini wynosi 75 metrów, a jej deniwelacja 14,5 metrów. Znajduje się na terenie Obszaru Natura 2000 Ostoja Jaśliska. W okresie zimowym wejście do niej jest zamykane kratą, gdyż jaskinia należy do jednych z większych zimowisk nietoperzy w Karpatach.

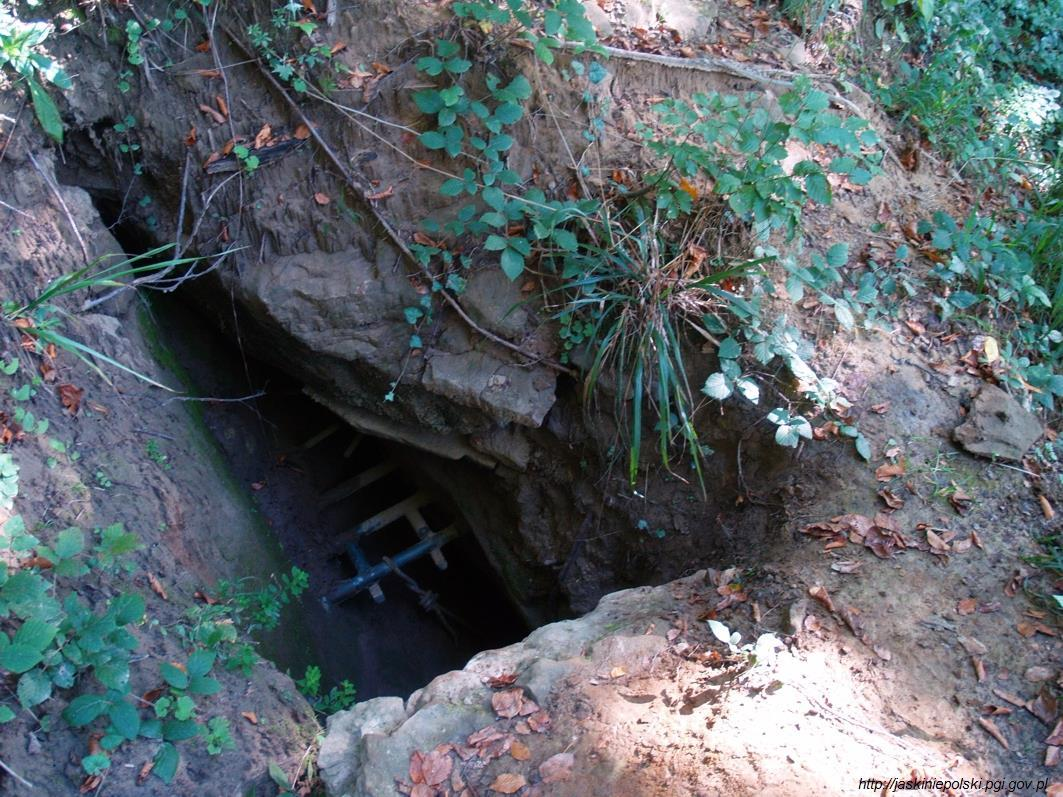
Otwór jaskini

## Opis jaskini
Jaskinia zaczyna się wąską studzienką, na dnie której znajduje się 1,7-metrowy próg. Za nim jest podłużna Komora Wejściowa z której przez studzienkę dochodzi się do Korytarza do Labiryntu (7 m długości, do 2,8 m wysokości i 1,5 m szerokości). Stąd:
- przez bardzo wąską studzienkę można dostać się do Sali Y i dalej przez zacisk lub niewielki próg do Korytarza z Brzytwami z niewielką salką na końcu.
- przez szczelinę w zachodniej części korytarza przejść do Sali z Labiryntem i dalej dwoma równoległymi korytarzykami do 7-metrowej długości i 4-metrowej wysokości Korytarza Nietoperzowego[1].

## Przyroda
Jaskinia jest typu osuwiskowego. Nie ma w niej nacieków.
Jaskinia jest ważnym miejscem zimowania nietoperzy. Jest ich tutaj 9 gatunków: podkowiec mały, nocek duży, nocek Bechsteina, nocek orzęsiony, nocek Brandta, nocek wąsatek, gacek szary, nocek rudy i gacek brunatny. 27 lutego 2013 roku naliczono 194 zimujące nietoperze. 
W jaskini można również spotkać salamandrę plamistą, a także m.in. pajęczaki i chrząszcze.

## Historia odkryć
Jaskinię odkrył R. Suski w czerwcu 2000 roku. Jej opis i plan sporządzili T. Mleczek i R. Solak w lipcu 2010 roku.